# Dichotomius annae
Dichotomius annae là một loài bọ cánh cứng trong họ Bọ hung (Scarabaeidae).